# メガモッツ
メガモッツは、吉本興業福岡事務所に所属する日本のお笑いコンビ。

## 略歴
- 池内祐介は1999年、中川どっぺるは2001年から福岡吉本に所属。池内は「IMASOKARI」、「クッキーズ」と福岡吉本の若手芸人のなかでも中心的な活動をしていたが、いずれのコンビも解散。中川は早くにコンビを解消して以来、長くピン芸人をしていた。
- クッキーズを解散したばかりだった池内を中川が誘う形で、2010年7月にコンビ結成となる。
- M-1グランプリ2015及びM-1グランプリ2018にて3回戦進出[1]。

## メンバー
池内祐介（いけうち ゆうすけ、1980年8月29日 - ）福岡県福岡市出身、44歳。本名同じ。
- A型、身長170cm、体重100kg。
- 巨漢な外見そのままに、肉が好物。ちなみに彼の誕生日は「肉の日」である。
- 優しい人柄で、多くの後輩から慕われているらしい。ただ現相方のどっぺる曰く、「5年くらいかけて相方と仲が悪くなる」とのこと。
- 前コンビ・クッキーズ時代、同じく福岡吉本所属のレモンティー・ヤマドゥが店長を務めるバーにしばしば現われて酒を呑んでは、当時の相方・平川高志の悪口を延々と言っていたことを彼から暴露されている。
- ドォーモ（九州朝日放送）にて、ブタの格好をしてギャル情報を伝える企画「ギャル兄さん」や、福岡に来た先輩芸人をおもてなしする企画、「ようこそ先輩芸人」などのレギュラーコーナーを持っていた。
- 福岡よしもと四天王の一人。2016年12月27日放送の「よしもとRadio バリカタ!!」に於いて、『美味本2016に、ケン坊田中、コンバット満、高田課長らと共に掲載されたことにより、福岡よしもと四天王の地位を得た。』とされたが、池内ではなく寿一実を四天王の1人とする声も多い。
- 「バッコー池内」とは、池内扮する架空のラジオパーソナリティーであり、愛の伝道師・エロマスター・エロ魔人として名高い池内の別人格であるが、『「池内」という名前よりも「バッコー」の名前のほうが知名度が高いのが悩み』と、2017年8月15日放送の「よしもとRadio バリカタ!!」に於いて告白している。
- 「池内が太っている理由は、ここwikipediaに記載されている」、と言うのは、池内本人によるガセネタに起因していると言われている。
- 単独で番組に出演することが多く、相方のどっぺるより知名度はある。しかし、ナイトシャッフルには出たことないとつかみに使うことがある。
- 後輩のだんごばーなのまるおから酒乱になると「デブ！」と暴言を吐かれているらしい。
- 妻の影響で ジャニーズのアイドルグループが好きであり、関ジャニ∞（渋谷すばる）、ジャニーズWEST（藤井流星）関西ジャニーズJr.の古謝那伊留の話をラジオでよくすることがある。

中川どっぺる（なかがわ どっぺる、1980年10月12日 - ）福岡県嘉穂郡出身、44歳。本名は中川 栄裕（ともひろ）。
- 「どっぺる」の由来は、友人と「ドッペル」という（その友人と外見が似ており、「ドッペルゲンガー」からとった）コンビを組んで、この世界に入ろうとしたことから。
- AB型、身長168cm、体重88kg。
- ピン芸人時代、R-1ぐらんぷり2010にて、100円均一のダイソーグッズをネタにした漫談を披露し、準決勝にまで駒を進めた実績を持つ。また、「あらびき団」の出演経験もある。現在でも相方が不在の際は、このピン芸人時代のネタを披露することが多い。
- ネタのなかでしばしば個人情報（現住所やプライベートの行動）を相方から暴露されている。
- アイドルが好きであり、「あるあるYYテレビ」で共演していたHKT48のイベントに参加、またローカルアイドルのイベントを企画、MCをすることもある。
- 吉本新喜劇福岡版では、座長を務める。
- プロ野球では広島東洋カープのファンである。
- 相方同様に妻と共にジャニーズ事務所のアイドルグループを応援しており、関ジャニ∞（安田章大）、ジャニーズWEST（神山智洋）が担当である。また、なにわ皇子、Kin Kanにも注目していた。

## 特徴
- 主に漫才。当初は両者の歌唱力を生かした歌ネタが多かったが、徐々に正統派の漫才にシフトしている。

## 出演番組

### テレビ
現在の出演番組
- かちかちPress（サガテレビ） - リポーター

過去の出演番組
- あるあるYYテレビ（TVQ九州放送） - 隔週月曜日
- 孤独のグルメ Season4 特別編  （2014年8月9日、テレビ東京）- 地元客1 役

### ラジオ
過去の出演番組
- あるあるCity ドリーム☆レディオ（エフエム福岡)
- よしもとRadio バリカタ!!（RKBラジオ）